# آنایکا سوتی
آنایکا سوتی (انگلیسی: Anaika Soti) بازیگر و مدل هندی است. او بیشتر در فیلم‌های تامیل و برخی فیلم‌های تلوگو و هندی حضور می‌یابد.

## سابقه حرفه ای
رام گوپال وارما، با او در یک آسانسور مواجه شد و متوجه جذابیت و ظاهر زیبای او شد و از او خواست که در فیلم‌های او نقش ایفا کند، که او علاقه چندانی به این درخواست نشان نداد. رام گوپال وارما، تصمیم گرفت او را متقاعد کند و نقش آفرینی یکی از شخصیت‌های فیلمی که در آینده قرار بود در آن سرمایه‌گذاری کند و بسازد را به او پیشنهاد داد.

## فیلم‌شناسی
| سال  | نام فیلم     | نقش    | زبان       | نکات | مرجع. |
| ---- | ------------ | ------ | ---------- | ---- | ----- |
| ۲۰۱۳ | حقیقت ۲      | چیترا  | هندی تلوگو |      | [ ۲ ] |
| ۲۰۱۴ | قهرمان حماسی |        | تامیل      |      | [ ۳ ] |
| ۲۰۱۵ | ۳۶۵ روز      | شریا   | تلوگو      |      | [ ۴ ] |
| ۲۰۱۹ | کی           | وندانا | تامیل      |      | [ ۵ ] |
| ۲۰۲۱ | پاریس جیاراج | دیویا  | تامیل      |      | [ ۶ ] |